# رهبری موقعیتی
مدل رهبری موقعیتی واپ یا نظریه رهبری موقعیتی یکی از نظریه‌های رهبری است که توسط پاول هرسی، استاد دانشگاه و نویسنده کتاب رهبر موقعیتی و نیز کن بلانچارد، مربی رهبری و نویسنده کتاب مدیر یک دقیقه‌ای تدوین شده‌است. این دو نفر در هنگام کار برای نگارش ویرایش نخست از کتاب مدیریت رفتار سازمانی به این نظریه دست یافتند. این نظریه ابتدا با عنوان نظریه چرخه حیات رهبری ارائه شد. در طی اواسط دهه ۱۹۷۰، نظریه چرخه حیات رهبری به نظریه رهبری موقعیتی تغییر نام داد.
در اواخر سال‌های دهه ۱۹۷۰ و اوایل دهه ۱۹۸۰، هر یک از این دو نویسنده، مدلی ویژه خود را بر اساس نظریه رهبری موقعیتی تدوین کردند. به این ترتیب مدل پاول هرسی مدل رهبری موقعیتی و مدل بلانچارد و همکارانش نیز مدل رهبری موقعیتی دو نام گرفت.
نظریه رهبری موقعیتی بر این اصل استوار است که چیزی به عنوان «بهترین» سبک رهبری نداریم. رهبری مؤثر به تکلیف مورد نظر بستگی دارد و موفق‌ترین رهبران آنهایی هستند که می‌توانند سبک رهبری خود را با میزان بلوغ (ظرفیت تعیین اهدافی بزرگ ولی دست یافتنی، اشتیاق و توانایی برای پذیرش مسئولیت انجام تکلیف و نیز آموزش‌ها و/یا تجربیات مرتبط فرد یا گروه برای انجام یک کار) فرد یا گروهی که قرار است تحت رهبری یا تأثیر او قرار گیرند سازگار و هماهنگ سازد. رهبری مؤثر نه تنها به فرد یا گروهی که تحت فرمان رهبر قرار دارند بستگی دارد، بلکه به خود تکلیف و کاری که قرار است به انجام برسد هم وابسته است.
مدل رهبری موقعیتی هرسی- بلانچارد بر دو اصل بنیادین یعنی سبک رهبری و میزان بلوغ فرد یا گروه استوار است.

## سبک‌های رهبری
مدل رهبری موقعیتی دربردارنده چهار سبک مختلف رهبری است که به تکلیفی که از سوی رهبر به پیرو اختصاص می‌یابد و نیز نوع رفتار رهبر با پیرو بستگی دارد. چهار سبک رهبری مورد استفاده در مدل رهبری موقعیتی به ترتیب S1 تا S4 نام دارند.
- سبک اول (S1): دستوری (آمرانه) - در این سبک، رابطه‌ای یک طرفه بین رهبر و پیرو صورت می‌گیرد. در این حالت، رهبر به تشریح نقش‌های فرد یا گروه پرداخته و جزئیاتی نظیر نحوه انجام تکلیف، زمان و مکان آن را تعیین می‌کند.
- سبک دوم (S2) تشویقی (استدلالی) - در این سبک باز هم رهبر مسیر انجام تکلیف را مشخص می‌کند. با این وجود رابطه‌ای دوسویه بین رهبر و پیرو ایجاد می‌شود و حمایت اجتماعی و احساسی از پیرو می‌شود و همین سبب می‌شود که فرد یا گروه پیرو تحت تأثیر قرار گرفته و فرایند اجرای تکلیف را قبول کند.
- سبک سوم (S3): مشارکتی – در این سبک، تصمیم‌گیری در مورد جنبه‌های مختلف انجام تکلیف به صورت مشترک به انجام می‌رسد و رهبر به صورت محدود، نحوه اجرای تکالیف را تعیین می‌کند و در عین حال، رابطه‌ای قوی با پیرو خواهد داشت.
- سبک جهارم (S4): تفویض اختیار – در این سبک هم رهبر در تصمیم‌گیری مشارکت دارد. با این وجود فرایند و مسئولیت اجرای تکالیف به صورت کامل به فرد یا گرو پیرو سپرده می‌شود. در این صورت، رهبر به پایش روند اجرای امور می‌پردازد.[۶][۷]

باید دقت داشت که هیچ‌یک از این سبک‌ها برای همه رهبران و در همه زمان‌ها مناسب نیستند. رهبران مؤثر باید انعطاف‌پذیر باشند و سبک رهبری خود را با موقعیت سازگار کنند.

## مطابقت سبک‌ها و سطوح
انتخاب سبک درست رهبری وابستگی زیادی به سطح بلوغ (یعنی سطح دانش و صلاحیت) افراد یا گروه دارد.
تئوری هرسی و بلانچارد چهار سطح مختلف از بلوغ را شناسایی می‌کند، از جمله:
- M1: اعضای گروه فاقد دانش، مهارت و تمایل برای تکمیل کار هستند.
- M2: اعضای گروه مشتاق و باانگیزه هستند، اما فاقد توانایی هستند.
- M3: اعضای گروه دارای مهارت و توانایی برای تکمیل کار هستند، اما تمایلی به پذیرش مسئولیت ندارند.
- M4: اعضای گروه از مهارت بالا و تمایل به تکمیل کار برخوردار هستند.

## سطوح بلوغ
سبک‌های رهبری را می‌توان با سطوح بلوغ مطابقت داد. مدل Hersey-Blanchard پیشنهاد می‌کند که سبک‌های رهبری زیر برای این سطوح بلوغ مناسب‌ترین هستند:
- بلوغ پایین (M1) – رهبری دستوری (S1)
- بلوغ متوسط (M2) – رهبری حمایتی (S2)
- بلوغ متوسط (M3) – رهبری مشارکتی (S3)
- بلوغ بالا (M4) – رهبری تفویضی (S4)

## چگونگی عملکرد
در ابتدای یک پروژه، زمانی که افراد تحت رهبری فاقد مسئولیت یا دانش کار مستقل هستند، ممکن است به یک سبک دستوری‌تر نیاز باشد. با این حال، با افزایش تجربه و دانش افراد تحت رهبری، رهبر ممکن است بخواهد به رویکردی تفویضی‌تر تغییر جهت دهد.
این مدل موقعیتی رهبری بر انعطاف‌پذیری تأکید می‌کند تا رهبران بتوانند بر اساس نیازهای افراد تحت رهبری خود و الزامات موقعیت، سازگار شوند.
رویکرد موقعیتی به رهبری به دلیل انعطاف‌پذیری و کاربردی بودن در دنیای واقعی، مزایای متعددی را ارائه می‌دهد. همچنان از دام‌های رویکرد تک‌سبکی اجتناب می‌کند. رهبران باید بتوانند موقعیت و سطوح بلوغ افراد تحت رهبری را ارزیابی کنند تا در هر لحظه موثرترین رویکرد را تعیین نمایند.
بنابراین، تئوری‌های موقعیتی توجه بیشتری به پیچیدگی موقعیت‌های اجتماعی پویا و افراد زیادی که در نقش‌های مختلف عمل می‌کنند و در نهایت در نتیجه نهایی مشارکت خواهند داشت، نشان می‌دهند.